# Список Героев Советского Союза (Волков — Вяткин)
В настоящем списке представлены в алфавитном порядке все Герои Советского Союза, чьи фамилии начинаются с буквы «В» (всего 488 человек, из них шесть удостоены звания дважды). Список содержит даты Указов Президиума Верховного Совета СССР о присвоении звания, информацию о роде войск, должности и воинском звании Героев на дату представления к присвоению звания Героя Советского Союза, годах их жизни.
Ударения в фамилиях Героев приведены по книге «Герои Советского Союза: Краткий биографический словарь / Пред. ред. коллегии И. Н. Шкадов. — М.: Воениздат, 1987. — Т. 1 /Абаев — Любичев/. — 911 с. — 100 000 экз. — ISBN отс., Рег. № в РКП 87-95382.».
- Персиковым цветом  в таблице выделены Герои, удостоенные звания дважды и более раз.
- Серым цветом  в таблице выделены Герои, представленные к званию посмертно.

| Навигационная таблица | Навигационная таблица                   |
| --------------------- | --------------------------------------- |
| «В»                   | Вавилин Алексей — Васильченко Александр |
| «В»                   | Васильченко Алексей — Виноградов Андрей |
| «В»                   | Виноградов Вячеслав — Волков Николай    |
| «В»                   | Волков Павел — Вяткин Зосим             |

| № п/п | Фамилия Имя Отчество                                                | Дата Указа            | Род войск    | Должность | Звание                                  | Годы жизни              | БС ГС НЛ                        |
| ----- | ------------------------------------------------------------------- | --------------------- | ------------ | --- | --------------------------------------- | ----------------------- | ------------------------------- |
| 365   | Во́лков Павел Семёнович                                              | 27.06.1945            | артиллерия   | командир батареи 530-го армейского истребительно-противотанкового артиллерийского полка 28-й армии 1-го Украинского фронта | капитан                                 | 1919 — 30.04.1945       | [ БС 1 ] [ ГС 1 ] [ НЛ 1 ]      |
| 366   | Во́лков Пётр Павлович                                                | 07.08.1943            | артиллерия   | заряжающий орудия 84-го гвардейского отдельного истребительно-противотанкового дивизиона 75-й гвардейской стрелковой дивизии 13-й армии Центрального фронта | гвардии красноармеец                    | 1924 — 06.07.1943       | [ БС 1 ] [ ГС 2 ] [ НЛ 2 ]      |
| 367   | Во́лков Пётр Тимофеевич укр. Волков Петро Тимофійович                | 09.02.1944            | артиллерия   | командир орудия 1334-го зенитного артиллерийского полка 21-й зенитной артиллерийской дивизии РГК в составе 38-й армии 1-го Украинского фронта | сержант                                 | 1918 — 03.11.1943       | [ БС 1 ] [ ГС 3 ] [ НЛ 3 ]      |
| 368   | Во́лков Семён Михайлович                                             | 01.11.1943            | пехота       | командир роты 366-го стрелкового полка 126-й стрелковой дивизии 51-й армии 4-го Украинского фронта | старший лейтенант                       | 09.06.1922 — 14.04.1945 | [ БС 1 ] [ ГС 4 ] [ НЛ 4 ]      |
| 369   | Во́лков Сергей Петрович                                              | 31.05.1945            | артиллерия   | начальник разведки дивизиона 86-й тяжёлой гаубичной артиллерийской бригады 5-й артиллерийской дивизии 4-го артиллерийского корпуса прорыва РГК в составе 3-й ударной армии 1-го Белорусского фронта | капитан                                 | 22.08.1915 — 15.08.1977 | [ БС 1 ] [ ГС 5 ] [ НЛ 5 ]      |
| 370   | Во́лков Фёдор Андреевич                                              | 06.04.1945            | генерал      | командир 91-го стрелкового корпуса 69-й армии 1-го Белорусского фронта | генерал-лейтенант                       | 17.02.1898 — 23.12.1954 | [ БС 1 ] [ ГС 6 ] [ НЛ 6 ]      |
| 371   | Во́лков Филипп Григорьевич                                           | 15.05.1946            | кавалерия    | наводчик противотанкового ружья 50-го гвардейского кавалерийского полка 13-й гвардейской кавалерийской дивизии 6-го гвардейского кавалерийского корпуса 2-го Украинского фронта | гвардии красноармеец                    | 1901 — 1949             | [ БС 1 ] [ ГС 7 ] [ НЛ 7 ]      |
| 372   | Во́лкова Надежда Терентьевна укр. Волкова Надія Терентіївна          | 08.05.1965            | партизан     | активная участница партизанской борьбы на Украине, связная секретаря Харьковского подпольного обкома комсомола | —                                       | 24.06.1920 — 26.11.1942 | ——                              |
| 373   | Волкове́нко Афанасий Иванович укр. Волковенко Опанас Іванович        | 03.06.1944            | кавалерия    | командир эскадрона 6-го гвардейского кавалерийского полка 1-й гвардейской кавалерийской дивизии 1-го гвардейского кавалерийского корпуса Западного фронта | гвардии старший лейтенант               | 1907 — 06.11.1944       | [ БС 2 ] [ ГС 9 ] [ НЛ 8 ]      |
| 374   | Волко́вский Владимир Филиппович укр. Волковський Володимир Пилипович | 24.03.1945            | пехота       | командир танково-десантной роты моторизированного батальона автоматчиков 66-й гвардейской танковой бригады 12-го гвардейского танкового корпуса 2-й гвардейской танковой армии 1-го Белорусского фронта | гвардии лейтенант                       | 14.04.1922 — 24.10.1971 | [ БС 3 ] [ ГС 10 ] [ НЛ 9 ]     |
| 375   | Волкода́в Иван Егорович                                              | 29.06.1945            | пехота       | заместитель по строевой части командира 250-го гвардейского стрелкового полка 83-й гвардейской стрелковой дивизии 11-й гвардейской армии 3-го Белорусского фронта | гвардии майор                           | 14.06.1913 — 07.01.1983 | [ БС 3 ] [ ГС 11 ] [ НЛ 10 ]    |
| 376   | Волово́дов Борис Наумович                                            | 17.11.1943            | авиация      | командир эскадрильи 47-го штурмового авиационного полка 11-й штурмовой авиационной дивизии ВВС Черноморского флота | лейтенант                               | 19.07.1914 — 03.11.1943 | [ БС 3 ] [ ГС 12 ] [ НЛ 11 ]    |
| 377   | Воло́гин Александр Дмитриевич                                        | 15.01.1944            | пехота       | пулемётчик 118-го гвардейского стрелкового полка 37-й гвардейской стрелковой дивизии 65-й армии Центрального фронта | гвардии младший сержант                 | 08.10.1924 — 17.10.1943 | [ БС 3 ] [ ГС 13 ] [ НЛ 12 ]    |
| 378   | Воло́дин Александр Фёдорович                                         | 13.09.1944            | комиссар     | старший инструктор политотдела 4-й гвардейской воздушно-десантной дивизии 40-й армии 2-го Украинского фронта | гвардии капитан                         | 25.11.1914 — 13.03.1944 | [ БС 3 ] [ ГС 14 ] [ НЛ 13 ]    |
| 379   | Воло́дин Анатолий Иванович                                           | 23.02.1948            | авиация      | заместитель командира эскадрильи 164-го истребительного авиационного полка 295-й истребительной авиационной дивизии 17-й воздушной армии 3-го Украинского фронта | капитан                                 | 02.02.1921 — 06.12.1991 | [ БС 3 ] [ ГС 15 ] [ НЛ 14 ]    |
| 380   | Воло́дин Семён Егорович                                              | 26.10.1944            | авиация      | командир 143-го гвардейского штурмового авиационного полка 8-й гвардейской штурмовой авиационной дивизии 1-го гвардейского штурмового авиационного корпуса 2-й воздушной армии 1-го Украинского фронта | гвардии подполковник                    | 07.05.1913 — 20.07.1980 | [ БС 4 ] [ ГС 16 ] [ НЛ 15 ]    |
| 381   | Волоки́тин Пётр Григорьевич                                          | 18.12.1956            | десантники   | командир взвода 381-го гвардейского парашютно-десантного полка 31-й гвардейской воздушно-десантной дивизии Воздушно-десантных войск Советской Армии | старший лейтенант                       | 25.04.1926 — 06.11.1956 | ——                              |
| 382   | Волоса́тов Виктор Александрович                                      | 24.03.1945            | пехота       | командир отделения разведки 609-го стрелкового полка 139-й стрелковой дивизии 50-й армии 2-го Белорусского фронта | сержант                                 | 21.09.1925 — 28.05.1992 | [ БС 5 ] [ ГС 18 ] [ НЛ 16 ]    |
| 383   | Волоса́тов Иван Кириллович                                           | 29.06.1945            | пехота       | командир батальона 114-го стрелкового полка 325-й стрелковой дивизии 2-й гвардейской армии 3-го Белорусского фронта | капитан                                 | 21.11.1902 — 13.04.1945 | [ БС 5 ] [ ГС 19 ] [ НЛ 17 ]    |
| 384   | Волоса́тых Павел Михайлович                                          | 16.05.1944            | пехота       | командир 263-й стрелковой дивизии 51-й армии 4-го Украинского фронта | полковник                               | 15.12.1897 — 19.12.1956 | [ БС 5 ] [ ГС 20 ] [ НЛ 18 ]    |
| 385   | Волосе́вич Иван Иванович                                             | 21.04.1940            | комиссар     | военный комиссар 13-й авиационной эскадрильи 61-й авиационной бригады ВВС Балтийского флота | батальонный комиссар                    | 05.08.1909 — 30.09.1941 | ——                              |
| 386   | Волосе́вич Пётр Семёнович                                            | 11.04.1940            | пехота       | стрелок 255-го стрелкового полка 123-й стрелковой дивизии 7-й армии Северо-Западного фронта | красноармеец                            | 1908 — 07.03.1940       | [ БС 5 ] [ ГС 22 ] [ НЛ 19 ]    |
| 387   | Волостно́в Николай Дмитриевич                                        | 29.06.1945            | пехота       | командир расчёта станкового пулемёта 82-го гвардейского стрелкового полка 32-й гвардейской стрелковой дивизии 2-й гвардейской армии 3-го Белорусского фронта | гвардии сержант                         | 1926 — 15.04.1945       | [ БС 5 ] [ ГС 23 ] [ НЛ 20 ]    |
| 388   | Во́лох Анатолий Александрович бел. Волах Анатоль Аляксандравіч       | 17.11.1943            | пехота       | автоматчик 12-го отдельного бронеавтомобильного разведывательного батальона 2-го танкового корпуса 40-й армии Воронежского фронта | сержант                                 | 1917 — 01.10.1943       | [ БС 5 ] [ ГС 24 ] [ НЛ 21 ]    |
| 389   | Во́лохов Александр Николаевич                                        | 22.02.1944            | артиллерия   | наводчик орудия батареи 45-мм пушек 1118-го стрелкового полка 333-й стрелковой дивизии 6-й армии 3-го Украинского фронта | старший сержант                         | 05.05.1923 — 10.12.2012 | [ БС 6 ] [ ГС 25 ] [ НЛ 22 ]    |
| 390   | Во́лохов Георгий Николаевич                                          | 29.10.1981            | авиация      | лётчик-испытатель ОКБ имени С. В. Ильюшина | —                                       | 23.08.1934 — 23.05.2024 | ——                              |
| 391   | Волоше́нко Михаил Фёдорович                                          | 23.10.1943            | пехота       | командир отделения 838-го стрелкового полка 237-й стрелковой дивизии 40-й армии Воронежского фронта | сержант                                 | 25.04.1924 — 14.04.1945 | [ БС 7 ] [ ГС 27 ] [ НЛ 23 ]    |
| 392   | Воло́шин Александр Иович укр. Волошин Олександр Іович                | 27.06.1945            | авиация      | заместитель командира и штурман эскадрильи 107-го гвардейского истребительного авиационного полка 11-й гвардейской истребительной авиационной дивизии 2-го гвардейского штурмового авиационного корпуса 2-й воздушной армии 1-го Украинского фронта                                                                       | гвардии старший лейтенант               | 01.01.1921 — 22.09.1989 | [ БС 7 ] [ ГС 28 ] [ НЛ 24 ]    |
| 393   | Воло́шин Алексей Прохорович укр. Волошин Олексій Прохорович          | 16.10.1943            | артиллерия   | командир батареи 76-мм пушек 271-го стрелкового полка 181-й стрелковой дивизии 13-й армии Центрального фронта | старший лейтенант                       | 13.02.1920 — 24.06.2020 | [ БС 7 ] [ ГС 29 ] [ НЛ 25 ]    |
| 394   | Воло́шин Андрей Максимович укр. Волошин Андрій Максимович            | 24.03.1945            | пехота       | командир 295-го гвардейского стрелкового полка 96-й гвардейской стрелковой дивизии 28-й армии 1-го Белорусского фронта | гвардии подполковник                    | 14.09.1906 — 24.11.1974 | [ БС 7 ] [ ГС 30 ] [ НЛ 26 ]    |
| 395   | Воло́шин Иван Андреевич                                              | 17.10.1943            | пехота       | стрелок 212-го гвардейского стрелкового полка 75-й гвардейской стрелковой дивизии 60-й армии Центрального фронта | гвардии красноармеец                    | 05.03.1925 — 11.10.1943 | [ БС 7 ] [ ГС 31 ] [ НЛ 27 ]    |
| 396   | Воло́шин Лаврентий Иванович укр. Волошин Лаврентій Іванович          | 28.04.1945            | пехота       | командир 316-й стрелковой дивизии 46-й армии 2-го Украинского фронта | полковник                               | 10.08.1897 — 11.12.1944 | [ БС 8 ] [ ГС 32 ] [ НЛ 28 ]    |
| 397   | Воло́шин Мефодий Данилович укр. Волошин Мефодій Данилович            | 24.03.1945            | пехота       | пулемётчик 171-го гвардейского стрелкового полка 1-й гвардейской стрелковой дивизии 11-й гвардейской армии 3-го Белорусского фронта | гвардии красноармеец                    | 05.05.1923 — 09.08.1991 | [ БС 9 ] [ ГС 33 ] [ НЛ 29 ]    |
| 398   | Воло́шин Михаил Евстафьевич                                          | 22.07.1944            | пехота       | командир батальона 234-го стрелкового полка 179-й стрелковой дивизии 43-й армии 1-го Прибалтийского фронта | майор                                   | 10.08.1920 — 31.07.1944 | [ БС 9 ] [ ГС 34 ] [ НЛ 30 ]    |
| 399   | Воло́шин Николай Фёдорович                                           | 24.03.1945            | пехота       | помощник командира взвода 1297-го стрелкового полка 160-й стрелковой дивизии 70-й армии 1-го Белорусского фронта | старший сержант                         | 19.08.1923 — 07.06.1998 | [ БС 9 ] [ ГС 35 ] [ НЛ 31 ]    |
| 400   | Воло́шко Григорий Семёнович укр. Волошко Григорій Семенович          | 20.04.1945            | морской флот | помощник начальника штаба 384-го отдельного батальона морской пехоты Одесской военно-морской базы Черноморского флота | лейтенант                               | 1915 — 27.03.1944       | [ БС 9 ] [ ГС 36 ] [ НЛ 32 ]    |
| 401   | Волощу́к Константин Никитович укр. Волощук Костянтин Микитович       | 15.05.1946            | пехота       | командир батальона 177-го гвардейского стрелкового полка 60-й гвардейской стрелковой дивизии 5-й ударной армии 1-го Белорусского фронта | гвардии капитан                         | 06.04.1916 — 24.04.1945 | [ БС 9 ] [ ГС 37 ] [ НЛ 33 ]    |
| 402   | Во́лченко Павел Кузьмич                                              | 31.05.1945            | артиллерия   | командир огневого взвода 157-го гвардейского артиллерийского полка 74-й гвардейской стрелковой дивизии 8-й гвардейской армии 1-го Белорусского фронта | гвардии лейтенант                       | 28.02.1914 — 12.02.1987 | [ БС 9 ] [ ГС 38 ] [ НЛ 34 ]    |
| 403   | Волчко́в Иван Никитович                                              | 24.03.1945            | пехота       | командир роты 22-го гвардейского стрелкового полка 9-й гвардейской стрелковой дивизии 6-й гвардейской армии 1-го Прибалтийского фронта | гвардии капитан                         | 30.08.1910 — 14.07.1944 | [ БС 10 ] [ ГС 39 ] [ НЛ 35 ]   |
| 404   | Волыне́ц Андрей Иванович бел. Валынец Андрэй Іванавіч                | 15.08.1944            | партизан     | активный участник партизанской борьбы в Белоруссии, командир партизанской бригады «За Советскую Белоруссию» Витебской области | —                                       | 19.01.1904 — 30.03.1965 | [ БС 11 ] [ ГС 40 ] [ НЛ 36 ]   |
| 405   | Волыне́ц Пётр Каленикович укр. Волинець Петро Каленикович            | 08.05.1965            | партизан     | активный участник партизанской борьбы на Украине, комиссар Павловского партизанского отряда имени В. И. Ленина | —                                       | 21.01.1924 — 02.04.1943 | ——                              |
| 406   | Волы́нкин Василий Дмитриевич                                         | 31.03.1943            | пехота       | командир батальона 129-й отдельной стрелковой бригады 20-й армии Западного фронта | капитан                                 | 04.04.1913 — 10.08.1942 | [ БС 11 ] [ ГС 42 ] [ НЛ 37 ]   |
| 407   | Волы́нкин Илья Тихонович                                             | 05.11.1944            | авиация      | заместитель командира эскадрильи 36-го минно-торпедного авиационного полка 5-й минно-торпедной авиационной дивизии ВВС Северного флота | капитан                                 | 20.07.1908 — 30.06.1956 | [ БС 11 ] [ ГС 43 ] [ НЛ 38 ]   |
| 408   | Волы́нов Борис Валентинович                                          | 22.01.1969 01.09.1976 | космонавт    | командир экипажа космического корабля «Союз-5» командир космического корабля «Союз-21» и орбитальной станции «Салют-5» | полковник                               | род. 18.12.1934         | ——                              |
| 409   | Волы́нцев Василий Михайлович                                         | 20.12.1943            | связисты     | командир отделения связи 130-го гвардейского артиллерийского полка 58-й гвардейской стрелковой дивизии 57-й армии Степного фронта | гвардии младший сержант                 | 21.10.1921 — 30.11.1943 | [ БС 11 ] [ ГС 45 ] [ НЛ 39 ]   |
| 410   | Вольва́тенко Иван Кириллович бел. Вальваценка Іван Кірылавіч         | 10.01.1944            | танкист      | командир танковой роты 56-й гвардейской танковой бригады 7-го гвардейского танкового корпуса 3-й гвардейской танковой армии 1-го Украинского фронта | гвардии старший лейтенант               | 15.04.1915 — 26.03.1996 | [ БС 11 ] [ ГС 46 ] [ НЛ 40 ]   |
| 411   | Во́льский Виктор Вацлавович                                          | 24.03.1945            | артиллерия   | командир огневого взвода 1354-го зенитного артиллерийского полка 27-й зенитной артиллерийской дивизии РГК в составе 4-й гвардейской армии 2-го Украинского фронта | старшина                                | 10.08.1921 — 18.11.1999 | [ БС 12 ] [ ГС 47 ] [ НЛ 41 ]   |
| 412   | Воробьёв Александр Дмитриевич                                       | 23.10.1943            | пехота       | стрелок 11-й мотострелковой бригады 10-го танкового корпуса 40-й армии Воронежского фронта | красноармеец                            | 11.09.1921 — 26.12.1995 | [ БС 12 ] [ ГС 48 ] [ НЛ 42 ]   |
| 413   | Воробьёв Алексей Иванович чув. Воробьёв Алексей Иванович            | 27.06.1945            | инженер      | командир взвода инженерно-минной роты 22-й гвардейской мотострелковой бригады 6-го гвардейского танкового корпуса 3-й гвардейской танковой армии 1-го Украинского фронта | гвардии старшина                        | 12.10.1915 — 22.10.1952 | [ БС 12 ] [ ГС 49 ] [ НЛ 43 ]   |
| 414   | Воробьёв Дмитрий Андреевич                                          | 17.10.1943            | инженер      | командир роты 42-го инженерного батальона 59-й отдельной инженерно-сапёрной бригады РГК в составе 60-й армии Центрального фронта | капитан                                 | 23.10.1914 — 26.09.1943 | [ БС 12 ] [ ГС 50 ] [ НЛ 44 ]   |
| 415   | Воробьёв Егор Терентьевич                                           | 27.06.1945            | комиссар     | парторг роты 23-го гвардейского воздушно-десантного полка 9-й гвардейской воздушно-десантной дивизии 5-й гвардейской армии 1-го Украинского фронта | гвардии младший сержант                 | 16.04.1918 — 23.01.2011 | [ БС 12 ] [ ГС 51 ] [ НЛ 45 ]   |
| 416   | Воробьёв Иван Алексеевич                                            | 19.08.1944 29.06.1945 | авиация      | командир звена 76-го гвардейского штурмового авиационного полка 1-й гвардейской штурмовой авиационной дивизии 8-й воздушной армии 4-го Украинского фронта командир эскадрильи 76-го гвардейского штурмового авиационного полка 1-й гвардейской штурмовой авиационной дивизии 1-й воздушной армии 3-го Белорусского фронта | гвардии старший лейтенант гвардии майор | 26.08.1921 — 17.03.1991 | [ БС 12 ] [ ГС 52 ] [ НЛ 46 ]   |
| 417   | Воробьёв Иван Григорьевич                                           | 26.10.1944            | авиация      | заместитель командира эскадрильи 190-го штурмового авиационного полка 214-й штурмовой авиационной дивизии 15-й воздушной армии 2-го Прибалтийского фронта | капитан                                 | 24.01.1920 — 24.01.1965 | [ БС 12 ] [ ГС 53 ] [ НЛ 47 ]   |
| 418   | Воробьёв Иван Иванович                                              | 15.05.1946            | авиация      | штурман эскадрильи 18-го гвардейского бомбардировочного авиационного полка 2-й гвардейской бомбардировочной авиационной дивизии 2-го гвардейского бомбардировочного авиационного корпуса 18-й воздушной армии | гвардии майор                           | 16.01.1908 — 12.06.1967 | [ БС 13 ] [ ГС 54 ] [ НЛ 48 ]   |
| 419   | Воробьёв Константин Иванович                                        | 22.01.1944            | морской флот | командир бронекатера «БКА-33» Азовской военной флотилии | старший лейтенант                       | 12.06.1920 — 25.07.2003 | [ БС 14 ] [ ГС 55 ] [ НЛ 49 ]   |
| 420   | Воробьёв Николай Николаевич                                         | 29.10.1943            | пехота       | командир батальона 979-го стрелкового полка 253-й стрелковой дивизии 40-й армии Воронежского фронта | капитан                                 | 25.08.1919 — 31.05.1980 | [ БС 14 ] [ ГС 56 ] [ НЛ 50 ]   |
| 421   | Воробьёв Николай Павлович                                           | 10.01.1944            | артиллерия   | наводчик орудия 1666-го истребительно-противотанкового артиллерийского полка РГК в составе 38-й армии 1-го Украинского фронта | младший сержант                         | 13.12.1922 — 03.12.2013 | [ БС 14 ] [ ГС 57 ] [ НЛ 51 ]   |
| 422   | Воробьёв Николай Тимофеевич                                         | 10.04.1945            | танкист      | командир танкового взвода 12-го танкового полка 25-й гвардейской механизированной бригады 7-го гвардейского механизированного корпуса 6-й армии 1-го Украинского фронта | лейтенант                               | 27.12.1921 — 29.12.2001 | [ БС 14 ] [ ГС 58 ] [ НЛ 52 ]   |
| 423   | Воробьёв Николай Тимофеевич                                         | 24.03.1945            | связисты     | командир отделения связи 492-го отдельного батальона связи 37-го стрелкового корпуса 46-й армии 2-го Украинского фронта | младший сержант                         | 1924 — 14.02.1945       | [ БС 14 ] [ ГС 59 ] [ НЛ 53 ]   |
| 424   | Воробьёв Пётр Егорович                                              | 24.03.1945            | пехота       | командир отделения 718-го стрелкового полка 139-й стрелковой дивизии 50-й армии 2-го Белорусского фронта | сержант                                 | 08.07.1908 — 25.09.1985 | [ БС 14 ] [ ГС 60 ] [ НЛ 54 ]   |
| 425   | Воробьёв Степан Иванович                                            | 10.04.1945            | инженер      | командир отделения 281-го штурмового инженерно-сапёрного батальона 19-й штурмовой инженерно-сапёрной бригады 13-й армии 1-го Украинского фронта | старший сержант                         | 05.09.1911 — 02.06.1991 | [ БС 14 ] [ ГС 61 ] [ НЛ 55 ]   |
| 426   | Воробьёв Яков Степанович                                            | 06.04.1945            | генерал      | командир 62-го стрелкового корпуса 33-й армии 1-го Белорусского фронта | генерал-майор                           | 21.03.1900 — 01.04.1965 | [ БС 15 ] [ ГС 62 ] [ НЛ 56 ]   |
| 427   | Воро́вченко Григорий Данилович                                       | 22.02.1944            | пехота       | помощник командира взвода 307-го гвардейского стрелкового полка 110-й гвардейской стрелковой дивизии 37-й армии Степного фронта | гвардии старший сержант                 | 1911 — 22.11.1943       | [ БС 15 ] [ ГС 63 ] [ НЛ 57 ]   |
| 428   | Вороже́йкин Арсений Васильевич                                       | 04.02.1944 19.08.1944 | авиация      | командир эскадрильи 728-го истребительного авиационного полка 256-й истребительной авиационной дивизии 5-го истребительного авиационного корпуса 2-й воздушной армии 1-го Украинского фронта | капитан                                 | 28.10.1912 — 23.05.2001 | [ БС 15 ] [ ГС 64 ] [ НЛ 58 ]   |
| 429   | Воро́нин Андрей Фёдорович                                            | 15.01.1944            | кавалерия    | командир отделения 60-го гвардейского кавалерийского полка 16-й гвардейской кавалерийской дивизии 7-го гвардейского кавалерийского корпуса 61-й армии Центрального фронта | гвардии сержант                         | 15.08.1900 — 26.06.1979 | [ БС 15 ] [ ГС 65 ] [ НЛ 59 ]   |
| 430   | Воро́нин Василий Андреевич укр. Воронін Василь Андрійович            | 15.01.1944            | пехота       | командир батальона 37-го гвардейского стрелкового полка 12-й гвардейской стрелковой дивизии 61-й армии Центрального фронта | гвардии майор                           | 28.12.1916 — 06.11.1944 | [ БС 15 ] [ ГС 66 ] [ НЛ 60 ]   |
| 431   | Воро́нин Иван Николаевич                                             | 22.02.1944            | пехота       | командир пулемётного расчёта 1118-го стрелкового полка 333-й стрелковой дивизии 6-й армии 3-го Украинского фронта | сержант                                 | 25.05.1924 — 02.12.1943 | [ БС 15 ] [ ГС 67 ] [ НЛ 61 ]   |
| 432   | Воро́нин Иван Павлович                                               | 31.05.1945            | пехота       | командир мотострелкового батальона 37-й механизированной бригады 1-го механизированного корпуса 2-й гвардейской танковой армии 1-го Белорусского фронта | капитан                                 | 15.05.1910 — 30.06.1998 | [ БС 15 ] [ ГС 68 ] [ НЛ 62 ]   |
| 433   | Воро́нин Иван Фёдорович                                              | 14.09.1945            | авиация      | командир эскадрильи 37-го штурмового авиационного полка 12-й штурмовой авиационной дивизии ВВС Тихоокеанского флота | капитан                                 | 15.06.1916 — 26.06.1997 | [ БС 16 ] [ ГС 69 ] [ НЛ 63 ]   |
| 434   | Воро́нин Михаил Ильич укр. Воронін Михайло Ілліч                     | 24.03.1945            | пехота       | командир отделения моторизованного батальона автоматчиков 66-й гвардейской танковой бригады 12-го гвардейского танкового корпуса 2-й гвардейской танковой армии 1-го Белорусского фронта | гвардии старший сержант                 | 1924 — 17.04.1945       | [ БС 16 ] [ ГС 70 ] [ НЛ 64 ]   |
| 435   | Воро́нин Павел Мартынович                                            | 29.06.1945            | танкист      | командир танка М4А2 18-го гвардейского танкового полка 1-й гвардейской механизированной бригады 1-го гвардейского механизированного корпуса 3-го Украинского фронта | гвардии старшина                        | 14.12.1918 — 23.08.2003 | [ БС 16 ] [ ГС 71 ] [ НЛ 65 ]   |
| 436   | Воро́нин Степан Никитович                                            | 13.09.1944            | артиллерия   | командир батареи 76-мм пушек 759-го стрелкового полка 163-й стрелковой дивизии 40-й армии 2-го Украинского фронта | капитан                                 | 1915 — 18.03.1944       | [ БС 16 ] [ ГС 72 ] [ НЛ 66 ]   |
| 437   | Воронко́в Владимир Романович                                         | 15.05.1946            | авиация      | командир звена 190-го гвардейского штурмового авиационного полка 12-й гвардейской штурмовой дивизии 5-й воздушной армии 2-го Украинского фронта | гвардии старший лейтенант               | 03.03.1920 — 12.12.2012 | [ БС 16 ] [ ГС 73 ] [ НЛ 67 ]   |
| 438   | Воронко́в Иван Семёнович                                             | 17.11.1943            | пехота       | командир роты 1-го гвардейского стрелкового полка 2-й гвардейской стрелковой дивизии 56-й армии Северо-Кавказского фронта | гвардии старший лейтенант               | 15.05.1918 — 23.03.1975 | [ БС 16 ] [ ГС 74 ] [ НЛ 68 ]   |
| 439   | Воронко́в Иван Яковлевич                                             | 20.12.1943            | артиллерия   | командир орудия 5-го гвардейского артиллерийского полка 10-й гвардейской воздушно-десантной дивизии 37-й армии Степного фронта | гвардии старший сержант                 | 1919 — 14.10.1943       | [ БС 17 ] [ ГС 75 ] [ НЛ 69 ]   |
| 440   | Воронко́в Максим Георгиевич                                          | 14.09.1945            | морской флот | командир 2-й бригады речных кораблей Амурской военной флотилии | капитан 1-го ранга                      | 01.11.1901 — 09.05.1976 | [ БС 18 ] [ ГС 76 ] [ НЛ 70 ]   |
| 441   | Воронко́в Михаил Михайлович укр. Воронков Михайло Михайлович         | 21.03.1940            | авиация      | командир эскадрильи 50-го скоростного бомбардировочного авиационного полка 18-й скоростной бомбардировочной авиационной бригады 7-й армии Северо-Западного фронта | капитан                                 | 17.01.1910 — 13.07.1999 | [ БС 18 ] [ ГС 77 ] [ НЛ 71 ]   |
| 442   | Во́ронов Алексей Григорьевич                                         | 28.04.1945            | комиссар     | начальник политотдела 73-й гвардейской стрелковой дивизии 57-й армии 3-го Украинского фронта | гвардии подполковник                    | 30.03.1909 — 12.11.1965 | [ БС 18 ] [ ГС 78 ] [ НЛ 72 ]   |
| 443   | Во́ронов Алексей Иванович                                            | 15.01.1944            | пехота       | командир отделения 32-го гвардейского стрелкового полка 12-й гвардейской стрелковой дивизии 61-й армии Центрального фронта | гвардии старший сержант                 | 27.10.1904 — 30.09.1943 | [ БС 18 ] [ ГС 79 ] [ НЛ 73 ]   |
| 444   | Во́ронов Виктор Фёдорович                                            | 24.08.1943            | авиация      | штурман 190-го штурмового авиационного полка 214-й штурмовой авиационной дивизии 4-й воздушной армии Северо-Кавказского фронта | майор                                   | 1914 — 12.07.1944       | [ БС 18 ] [ ГС 80 ] [ НЛ 74 ]   |
| 445   | Во́ронов Владимир Ульянович укр. Воронов Володимир Ульянович         | 24.03.1945            | пехота       | командир 665-го стрелкового полка 216-й стрелковой дивизии 51-й армии 4-го Украинского фронта | подполковник                            | 11.07.1914 — 08.10.1995 | [ БС 18 ] [ ГС 81 ] [ НЛ 75 ]   |
| 446   | Во́ронов Николай Николаевич                                          | 07.05.1965            | маршал       | генеральный инспектор Группы генеральных инспекторов Министерства обороны СССР | Главный маршал артиллерии               | 05.05.1899 — 28.02.1968 | ——                              |
| 447   | Воронцо́в Александр Никифорович укр. Воронцов Олександр Никифорович  | 31.05.1945            | кавалерия    | пулемётчик 59-го гвардейского кавалерийского полка 17-й гвардейской кавалерийской дивизии 2-го гвардейского кавалерийского корпуса 1-го Белорусского фронта | гвардии красноармеец                    | 22.09.1907 — 23.01.1973 | [ БС 20 ] [ ГС 83 ] [ НЛ 76 ]   |
| 448   | Воронцо́в Алексей Парамонович чув. Воронцов Алексей Парамонович      | 10.01.1944            | комиссар     | заместитель по политической части командира эскадрона 33-го гвардейского кавалерийского полка 8-й гвардейской кавалерийской дивизии 6-го гвардейского кавалерийского корпуса 3-й танковой армии Воронежского фронта | гвардии старший лейтенант               | 05.04.1915 — 24.02.1943 | [ БС 20 ] [ ГС 84 ] [ НЛ 77 ]   |
| 449   | Воронцо́в Иван Михайлович                                            | 10.04.1945            | пехота       | командир батальона 337-го гвардейского стрелкового полка 121-й гвардейской стрелковой дивизии 13-й армии 1-го Украинского фронта | гвардии старший лейтенант               | 12.12.1915 — 27.03.2002 | [ БС 20 ] [ ГС 85 ] [ НЛ 78 ]   |
| 450   | Воронцо́в Михаил Егорович                                            | 29.10.1943            | инженер      | командир взвода 33-го отдельного сапёрного батальона 180-й стрелковой дивизии 38-й армии Воронежского фронта | лейтенант                               | 10.10.1914 — 10.04.1974 | [ БС 20 ] [ ГС 86 ] [ НЛ 79 ]   |
| 451   | Воронцо́в Николай Алексеевич                                         | 24.03.1945            | пехота       | командир пулемётной роты 703-го стрелкового полка 233-й стрелковой дивизии 57-й армии 3-го Украинского фронта | старший лейтенант                       | 12.12.1920 — 29.12.1983 | [ БС 20 ] [ ГС 87 ] [ НЛ 80 ]   |
| 452   | Воронцо́в Николай Алексеевич укр. Воронцов Микола Олексійович        | 10.01.1944            | пехота       | старший адъютант мотострелкового батальона 71-й механизированной бригады 3-й гвардейской танковой армии 1-го Украинского фронта | лейтенант                               | 13.04.1922 — 28.12.1943 | [ БС 20 ] [ ГС 88 ] [ НЛ 81 ]   |
| 453   | Ворончу́к Андрей Яковлевич бел. Варанчук Андрэй Якаўлевіч            | 30.10.1943            | артиллерия   | командир батареи 76-мм пушек 236-го стрелкового полка 106-й стрелковой дивизии 65-й армии Центрального фронта | лейтенант                               | 15.06.1915 — 21.01.2007 | [ БС 20 ] [ ГС 89 ] [ НЛ 82 ]   |
| 454   | Воронько́ Александр Григорьевич укр. Воронько Олександр Григорович   | 23.02.1945            | авиация      | командир эскадрильи 63-го гвардейского истребительного авиационного полка 3-й гвардейской истребительной авиационной дивизии 3-й воздушной армии 1-го Прибалтийского фронта | гвардии майор                           | 18.07.1917 — 09.02.1997 | [ БС 21 ] [ ГС 90 ] [ НЛ 83 ]   |
| 455   | Воропа́ев Василий Николаевич                                         | 13.03.1944            | авиация      | командир отряда 4-го гвардейского авиационного полка 9-й гвардейской авиационной дивизии 6-го авиационного корпуса Авиации дальнего действия | гвардии капитан                         | 01.01.1913 — 16.12.1981 | [ БС 22 ] [ ГС 91 ] [ НЛ 84 ]   |
| 456   | Воропа́ев Григорий Яковлевич                                         | 10.01.1944            | пехота       | командир отделения 1140-го стрелкового полка 340-й стрелковой дивизии 38-й армии Воронежского фронта | сержант                                 | 1913 — 05.10.1943       | [ БС 22 ] [ ГС 92 ] [ НЛ 85 ]   |
| 457   | Воропа́ев Иван Кириллович бел. Варапаеў Іван Кірылавіч               | 26.10.1944            | генерал      | командующий артиллерией 4-го гвардейского стрелкового корпуса 8-й гвардейской армии 1-го Белорусского фронта | гвардии генерал-майор                   | 07.04.1905 — 11.11.1959 | [ БС 22 ] [ ГС 93 ] [ НЛ 86 ]   |
| 458   | Воротни́к Степан Григорьевич укр. Воротник Степан Григорович         | 02.08.1944            | авиация      | командир эскадрильи 503-го штурмового авиационного полка 206-й штурмовой авиационной дивизии 8-й воздушной армии 4-го Украинского фронта | капитан                                 | 06.01.1907 — 03.12.1991 | [ БС 22 ] [ ГС 94 ] [ НЛ 87 ]   |
| 459   | Вороты́нцев Иван Моисеевич                                           | 29.10.1943            | пехота       | автоматчик 1318-го стрелкового полка 163-й стрелковой дивизии 38-й армии Воронежского фронта | красноармеец                            | 19.01.1920 — 14.04.1957 | [ БС 22 ] [ ГС 95 ] [ НЛ 88 ]   |
| 460   | Вороты́нцев Николай Филиппович                                       | 22.07.1944            | пехота       | пулемётчик отдельного учебного батальона 67-й гвардейской стрелковой дивизии 6-й гвардейской армии 1-го Прибалтийского фронта | гвардии красноармеец                    | 21.05.1924 — 26.09.1977 | [ БС 22 ] [ ГС 96 ] [ НЛ 89 ]   |
| 461   | Вороши́лов Геннадий Николаевич                                       | 27.02.1945            | пехота       | командир пулемётного расчёта 1052-го стрелкового полка 301-й стрелковой дивизии 5-й ударной армии 1-го Белорусского фронта | младший сержант                         | 27.08.1923 — 01.07.2014 | [ БС 22 ] [ ГС 97 ] [ НЛ 90 ]   |
| 462   | Вороши́лов Климент Ефремович                                         | 03.02.1956 22.02.1968 | маршал       | председатель Президиума Верховного Совета СССР член Президиума Верховного Совета СССР и член ЦК КПСС | Маршал Советского Союза                 | 04.02.1881 — 02.12.1969 | ——                              |
| 463   | Воскресе́нский Александр Андреевич                                   | 15.05.1946            | пехота       | командир мотострелкового взвода 63-й механизированной бригады 7-го механизированного корпуса 2-го Украинского фронта | лейтенант                               | 23.11.1921 — 06.05.2012 | [ БС 24 ] [ ГС 99 ] [ НЛ 91 ]   |
| 464   | Во́стриков Василий Дмитриевич                                        | 10.04.1945            | танкист      | механик-водитель танка Т-34 126-го танкового полка 17-й гвардейской механизированной бригады 6-го гвардейского механизированного корпуса 4-й танковой армии 1-го Украинского фронта | старший сержант                         | 1910 — 04.02.1945       | [ БС 24 ] [ ГС 100 ] [ НЛ 92 ]  |
| 465   | Во́стриков Тимофей Иванович                                          | 21.09.1943            | артиллерия   | наводчик орудия 12-го истребительно-противотанкового артиллерийского полка РГК в составе 40-й армии Воронежского фронта | сержант                                 | 1919 — 08.07.1943       | [ БС 24 ] [ ГС 101 ] [ НЛ 93 ]  |
| 466   | Востро́тин Валерий Александрович                                     | 06.01.1988            | десантники   | командир 345-го отдельного гвардейского парашютно-десантного полка 40-й армии Ограниченного контингента советских войск в Афганистане | гвардии подполковник                    | 20.11.1952 — 13.02.2024 | ——                              |
| 467   | Востру́хин Пётр Михайлович                                           | 01.05.1943            | авиация      | старший пилот 271-го истребительного авиационного полка 274-й истребительной авиационной дивизии 3-й воздушной армии Калининского фронта | младший лейтенант                       | 15.07.1921 — 19.06.1943 | [ БС 24 ] [ ГС 103 ] [ НЛ 94 ]  |
| 468   | Воти́нов Африкан Иванович                                            | 24.03.1945            | пехота       | командир отделения 143-го стрелкового полка 224-й стрелковой дивизии 59-й армии Ленинградского фронта | старший сержант                         | 26.02.1918 — 20.03.1967 | [ БС 24 ] [ ГС 104 ] [ НЛ 95 ]  |
| 469   | Воти́нов Степан Парфёнович                                           | 04.06.1944            | артиллерия   | командир орудия 227-го отдельного истребительно-противотанкового дивизиона 186-й стрелковой дивизии 3-й армии Брянского фронта | старший сержант                         | 1907 — 02.08.1943       | [ БС 24 ] [ ГС 105 ] [ НЛ 96 ]  |
| 470   | Воще́нко Василий Иванович укр. Вощенко Василь Іванович               | 29.10.1943            | пехота       | командир роты 86-го стрелкового полка 180-й стрелковой дивизии 38-й армии Воронежского фронта | старший лейтенант                       | 15.01.1918 — 23.10.1943 | [ БС 24 ] [ ГС 106 ] [ НЛ 97 ]  |
| 471   | Вы́борнов Александр Иванович                                         | 27.06.1945            | авиация      | командир эскадрильи 728-го истребительного авиационного полка 256-й истребительной авиационной дивизии 2-й воздушной армии 1-го Украинского фронта | старший лейтенант                       | 17.09.1921 — 31.10.2015 | [ БС 26 ] [ ГС 107 ] [ НЛ 98 ]  |
| 472   | Выгла́зов Григорий Исаевич                                           | 22.02.1943            | десантники   | командир отделения отдельного парашютного батальона разведывательного отдела штаба Северо-Кавказского фронта | ефрейтор                                | 1919 — 16.05.1942       | [ БС 27 ] [ ГС 108 ] [ НЛ 99 ]  |
| 473   | Выдре́нко Дмитрий Александрович укр. Видренко Дмитро Олександрович   | 24.03.1945            | артиллерия   | замковый орудия мотострелкового батальона 44-й мотострелковой бригады 1-го танкового корпуса 2-й гвардейской армии 1-го Прибалтийского фронта | красноармеец                            | 20.06.1909 — 15.06.1988 | [ БС 27 ] [ ГС 109 ] [ НЛ 100 ] |
| 474   | Выдрига́н Николай Захарович укр. Видриган Микола Захарович           | 15.05.1946            | авиация      | командир звена 31-го гвардейского истребительного авиационного полка 6-й гвардейской истребительной авиационной дивизии 5-й воздушной армии 2-го Украинского фронта | гвардии старший лейтенант               | 12.12.1920 — 12.07.1946 | [ БС 27 ] [ ГС 110 ] [ НЛ 101 ] |
| 475   | Вы́дрин Иван Ефремович                                               | 21.02.1945            | артиллерия   | командир орудия 306-го истребительно-противотанкового дивизиона 247-й стрелковой дивизии 69-й армии 1-го Белорусского фронта | старший сержант                         | 23.06.1908 — 08.05.1987 | [ БС 27 ] [ ГС 111 ] [ НЛ 102 ] |
| 476   | Высого́рец Михаил Амосович бел. Высагорац Міхаіл Амосавіч            | 23.09.1944            | инженер      | командир инженерной роты 13-го гвардейского отдельного моторизованного инженерного батальона 17-й моторизованной инженерной бригады 1-й гвардейской танковой армии 1-го Украинского фронта | гвардии капитан                         | 02.12.1920 — 22.04.1996 | [ БС 27 ] [ ГС 112 ] [ НЛ 103 ] |
| 477   | Высо́цкий Владислав Казимирович пол. Wysocki Władysław               | 11.11.1943            | пехота       | заместитель командира батальона 1-го пехотного полка 1-й польской пехотной дивизии имени Тадеуша Костюшко в составе 33-й армии Западного фронта | капитан Войска Польского                | 24.04.1908 — 12.10.1943 | [ БС 28 ] [ ГС 113 ] [ НЛ 104 ] |
| 478   | Высо́цкий Евгений Васильевич                                         | 20.09.1982            | пехота       | командир 180-го мотострелкового полка 108-й мотострелковой дивизии 40-й армии Ограниченного контингента советских войск в Афганистане | подполковник                            | 04.04.1947 — 05.05.2011 | ——                              |
| 479   | Высо́цкий Кузьма Демидович (Высоцкий Кузьма Дмитриевич)              | 15.01.1940            | пехота       | пулемётчик 68-го стрелкового полка 70-й стрелковой дивизии 7-й армии | красноармеец                            | 31.10.1911 — 04.03.1940 | ——                              |
| 480   | Высо́цкий Пётр Иосифович                                             | 02.11.1944            | авиация      | командир эскадрильи 80-го ближнебомбардировочного авиационного полка 261-й смешанной авиационной дивизии 7-й воздушной армии Карельского фронта | майор                                   | 12.01.1916 — 12.01.1946 | [ БС 30 ] [ ГС 116 ] [ НЛ 105 ] |
| 481   | Вычужа́нин Николай Алексеевич                                        | 15.01.1944            | пехота       | командир пулемётного взвода 118-го гвардейского стрелкового полка 37-й гвардейской стрелковой дивизии 65-й армии Белорусского фронта | гвардии младший лейтенант               | 23.02.1919 — 26.06.1964 | [ БС 30 ] [ ГС 117 ] [ НЛ 106 ] |
| 482   | Вью́гин Николай Иванович                                             | 09.02.1944            | артиллерия   | наводчик орудия 12-го истребительного противотанкового артиллерийского полка РГК в составе 40-й армии Воронежского фронта | сержант                                 | 06.04.1909 — 22.01.1962 | [ БС 30 ] [ ГС 118 ] [ НЛ 107 ] |
| 483   | Вьюшко́в Алексей Михайлович                                          | 29.06.1945            | пехота       | командир пулемётной роты 615-го стрелкового полка 167-й стрелковой дивизии 60-й армии 4-го Украинского фронта | старший лейтенант                       | 13.11.1911 — 20.04.1945 | [ БС 30 ] [ ГС 119 ] [ НЛ 108 ] |
| 484   | Вязо́вский Владимир Андреевич укр. В'язівський Володимир Андрійович  | 13.03.1944            | авиация      | штурман эскадрильи 24-го гвардейского авиационного полка 50-й авиационной дивизии Авиации дальнего действия | гвардии капитан                         | 20.10.1920 — 02.03.2005 | [ БС 30 ] [ ГС 120 ] [ НЛ 109 ] |
| 485   | Вя́лых Николай Алексеевич                                            | 23.09.1943            | танкист      | радист танка КВ-1 344-го отдельного танкового батальона 91-й отдельной танковой бригады 65-й армии Донского фронта | младший сержант                         | 1918 — 21.01.1943       | [ БС 30 ] [ ГС 121 ] [ НЛ 110 ] |
| 486   | Вя́льцев Фёдор Иванович                                              | 17.10.1943            | артиллерия   | командир орудия взвода 45-мм пушек 1031-го стрелкового полка 280-й стрелковой дивизии 60-й армии Центрального фронта | ефрейтор                                | 15.02.1922 — 21.08.1977 | [ БС 30 ] [ ГС 122 ] [ НЛ 111 ] |
| 487   | Вя́ткин Александр Ильич                                              | 24.03.1945            | артиллерия   | командир орудия 242-го отдельного истребительно-противотанкового дивизиона 371-й стрелковой дивизии 5-й армии 3-го Белорусского фронта | сержант                                 | 21.09.1921 — 21.04.1990 | [ БС 31 ] [ ГС 123 ] [ НЛ 112 ] |
| 488   | Вя́ткин Зосим Иванович                                               | 27.02.1945            | артиллерия   | командир орудия мотострелкового батальона 34-й гвардейской мотострелковой бригады 12-го гвардейского танкового корпуса 2-й гвардейской танковой армии 1-го Белорусского фронта | гвардии старший сержант                 | 1903 — 21.01.1945       | [ БС 32 ] [ ГС 124 ] [ НЛ 113 ] |

| Навигационная таблица | Навигационная таблица                   |
| --------------------- | --------------------------------------- |
| «В»                   | Вавилин Алексей — Васильченко Александр |
| «В»                   | Васильченко Алексей — Виноградов Андрей |
| «В»                   | Виноградов Вячеслав — Волков Николай    |
| «В»                   | Волков Павел — Вяткин Зосим             |